# フルニタゼン
フルニタゼン（英：Flunitazene）または、フルオニタゼン（英：Fluonitazene）は、オピオイド作用を持つベンゾイミダゾール誘導体で、エトニタゼンなどのよく知られた化合物を生み出す研究の一環として1950年代に初めて開発された。デザイナードラッグとして登場したこのクラスの誘導体の中では最も効力が弱く、モルヒネと同程度の効力しかないにも関わらず、2020年頃から販売されており、多くの薬物過剰摂取事例に関連している。